# Bristol Badminton
El Bristol Type 99 Badminton fue un biplano monoplaza de carreras británico de la década de 1920, construido por la Bristol Aeroplane Company y diseñado por F.S. Barnwell.

## Diseño y desarrollo
El Badminton era un biplano monoplaza, monomotor y de mismas envergaduras, construido en madera y metal con recubrimiento de tela. Tenía un tren de aterrizaje convencional con patín de cola y el motor montado en el morro era un Bristol Jupiter VI de 380 kW (510 hp). Sólo se construyó un avión, registrado G-EBMK, y voló por primera vez en el aeródromo de Filton el 5 de mayo de 1926. Participó en la Carrera de la Copa del Rey de 1926, pero tuvo que realizar un aterrizaje forzoso debido a un problema de alimentación de combustible. En 1927, el avión fue reconstruido como Type 99A con nuevas alas trapezoidales de envergadura amplia, una sección central elevada y soportes interplanares de cuerda ancha. Estaba propulsado por un motor sin capota Bristol Jupiter VI de 392 kW (525 hp). Obtuvo el certificado de aeronavegabilidad el 26 de julio de 1927, pero tuvo un accidente fatal en Filton dos días más tarde (28 de julio), después de un fallo de motor durante el despegue.

## Variantes
Type 99
Biplano monoplaza de carreras de 1926, uno construido.
Type 99A
Type 99 modificado en 1927.

## Especificaciones (Type 99)
Referencia datos: Jackson

### Características generales
- Tripulación: Uno (piloto)
- Longitud: 6,5 m (21,2 ft)
- Envergadura: 7,3 m (24,1 ft)
- Peso vacío: 835 kg (1840,3 lb)
- Peso cargado: 1116 kg (2459,7 lb)
- Planta motriz: 1× motor radial de 9 cilindros refrigerado por aire Bristol Jupiter VI.
  - Potencia: 380 kW (524 HP; 517 CV)
- Hélices: Bipala de paso fijo

### Rendimiento
- Velocidad máxima operativa (Vno): 256 km/h (159 MPH; 138 kt)

## Aeronaves relacionadas

### Secuencias de designación
- Secuencia Numérica (interna de Bristol): ← 93 - 95 - 96 - 99 - 101 - 105 - 107 →